# Here Come The 123s
Here Come the 123s es el tercer (decimotercero de la banda en general) álbum infantil de estudio del grupo de rock estadounidense They Might Be Giants, dirigido a niños que están aprendiendo la numeración, El lanzamiento es un conjunto de DVD/CD y la secuela (o precuela, según John Flansburgh) del conjunto de DVD/CD Here Come the ABCs del 2005. Es el primer álbum de la banda que ha ganado un premio Grammy
El canal de Disney dirigido a los niños pequeños, Playhouse Disney (actualmente conocido como Disney Junior), comenzó a emitir vídeos de Here Come the 123s en noviembre de 2007. La rotación incluía «One Everything» y «Zeroes». En las semanas siguientes, también se empezó a emitir una selección más amplia de vídeos. Varios de los vídeos fueron hechos por artistas que han colaborado con la banda en proyectos anteriores, como The Brothers Chaps en «Figure Eight», Divya Srinivasan en «High Five!» y Hine Mizushima en «The Secret Life Of Six". Además, de la participación de The Puppet Johns (alter ego de Linnell y Flansburgh en marionetas) y las marionetas del acto de Deeply Felt Puppet Theater creados por Robin Golwasser, hacen varias apariciones en los vídeos musicales e interludios del DVD.
Las canciones de «Mickey Mouse Clubhouse Theme» y «Hot Dog!» fueron usadas en la serie La Casa de Mickey Mouse como tema de apertura y cierre respectivamente, mientras que «Heart Of The Band» fue usada en el episodio de "Bingo Bongos" de la serie Los héroes de la ciudad con una aparición especial de ambos John's.

## Lista de canciones
| N.º | Título                                                                                               | Duración |  |
| 1.  | «Here Come the 123s»                                                                                 | 0:08     |  |
| 2.  | «Zeroes»                                                                                             | 1:06     |  |
| 3.  | «One Everything»                                                                                     | 2:52     |  |
| 4.  | «Number Two» (escrita por They Might Be Giants y Danny Weinkauf)                                     | 2:19     |  |
| 5.  | «Triops Has Three Eyes»                                                                              | 2:35     |  |
| 6.  | «Apartment Four»                                                                                     | 1:21     |  |
| 7.  | «High Five!» (escrita por They Might Be Giants y Marty Beller)                                       | 2:23     |  |
| 8.  | «The Secret Life of Six»                                                                             | 2:01     |  |
| 9.  | «Seven»                                                                                              | 2:09     |  |
| 10. | «Seven Days of the Week (I Never Go to Work)» (Canción tradicional, con Mark Pender en la trompeta)  | 1:54     |  |
| 11. | «Figure Eight»                                                                                       | 2:36     |  |
| 12. | «Pirate Girls Nine»                                                                                  | 1:21     |  |
| 13. | «Nine Bowls of Soup»                                                                                 | 2:12     |  |
| 14. | «Ten Mississippi»                                                                                    | 0:51     |  |
| 15. | «One Dozen Monkeys»                                                                                  | 1:34     |  |
| 16. | «Eight Hundred and Thirteen Mile Car Trip» (escrita por They Might Be Giants y Timothy James Cawley) | 0:57     |  |
| 17. | «Infinity» (escrita por Dan Miller y Robert Sharenow)                                                | 3:13     |  |
| 18. | «I Can Add»                                                                                          | 2:04     |  |
| 19. | «Nonagon»                                                                                            | 1:23     |  |
| 20. | «Even Numbers»                                                                                       | 2:35     |  |
| 21. | «Ooh La! Ooh La!»                                                                                    | 1:56     |  |
| 22. | «Heart Of The Band»                                                                                  | 1:39     |  |
| 23. | «Hot Dog!»                                                                                           | 2:29     |  |
| 24. | «Mickey Mouse Clubhouse Theme»                                                                       | 0:57     |  |

| Exclusivo del DVD |                      |          |  |
| N.º               | Título               | Duración |  |
| 25.               | «One Two Three Four» | 1:12     |  |

| Exclusivos de Amazon.com en CD y DVD |                               |          |  |
| N.º                                  | Título                        | Duración |  |
| 25.                                  | «One Two Three Four»          | 1:12     |  |
| 26.                                  | «John Lee Supertaster (Live)» | 3:08     |  |
| 27.                                  | «Bed Bed Bed Bed Bed (Live)»  | 2:13     |  |

Notas:
- «Heart Of The Band», «Hog Dog» y «Mickey Mouse Clubhouse Theme» aparecen como bonus tracks para todos los lanzamientos.

## Recepción
El álbum alcanzó el número 1 de los más vendidos de música para niños de Amazon.com, e incluso se situó entre los 10 más vendidos de música en general en el sitio. El álbum ganó un premio Grammy en 2009 por "Mejor álbum musical para niños".  El álbum fue certificado como Oro por la RIAA, el 26 de enero de 2012 habiendo vendido más de 50.000 copias.